# Agustín Gajate
Agustín Gajate Vidriales, conocido en el mundo del fútbol como Gajate, fue un futbolista de la década de los años 1980, ligado a lo largo de toda su carrera profesional a la Real Sociedad de Fútbol.

## Biografía
Nació en 1958 en la localidad guipuzcoana de San Sebastián.
Tras un breve paso por el filial, tuvo un debut tempranero con la Real Sociedad, al jugar su primer partido con este equipo en el estadio de Mestalla el 1 de enero de 1978, cuando todavía contaba 19 años de edad. En la temporada de su debut jugó 14 partidos de Liga.
En sus primeras temporadas logró afianzarse en el equipo, siendo uno de los defensas centrales titulares del equipo que logró el subcampeonato de Liga en la temporada 1979-80, logrando batir un récord de imbatibilidad en la Liga que no fue sobrepasado hasta la temporada 2017/2018 por el Futbol Club Barcelona.. Sin embargo, la llegada al primer equipo de Alberto Górriz, le apartó de la titularidad cara a la temporada siguiente. Durante tres temporadas apenas jugó unos pocos partidos, por lo que aunque formó parte del plantel bicampeón de Liga en las temporadas 1980-81 y 1981-82, apenas es recordado como parte de aquel equipo. A partir de 1983, volvió a entrar en el equipo, quitando el puesto de central al veterano Inaxio Kortabarria y formando pareja con Alberto Górriz en el centro de la defensa. El tándem Górriz-Gajate, duraría casi una década y sería uno de los más clásicos de la historia del club donostiarra.
Asentado de nuevo en el equipo, Gajate sería pieza fundamental del título de Copa del Rey de 1987 y del doble subcampeonato Liga-Copa de la temporada siguiente. Se retiraría del fútbol profesional en 1993.
Jugó 364 partidos en la Primera división española y 469 partidos oficiales con la Real Sociedad. Marcó 18 goles en su carrera profesional, 12 de ellos en Liga. Tras su retirada siempre se ha mantenido muy vinculado al mundo del fútbol.

### Partidos internacionales
Gajate no llegó a ser convocado nunca como internacional absoluto, aunque llegó a jugar tres partidos con la selección sub-21 y participó también con la selección olímpica española de fútbol en los Juegos Olímpicos de Moscú 1980, donde España no pasó de la ronda previa, tras empatar los 3 partidos ante la R.D.A., Argelia y Siria.
También disputó algún partido internacional amistoso con la selección de Euskadi.

## Clubes y estadísticas
| Temporada                        | Club                             | Categoría                        | Liga  | Liga  | Copa  | Copa  | Europa | Europa | Total | Total |
| Temporada                        | Club                             | Categoría                        | Part. | Goles | Part. | Goles | Part.  | Goles  | Part. | Goles |
| -------------------------------- | -------------------------------- | -------------------------------- | ----- | ----- | ----- | ----- | ------ | ------ | ----- | ----- |
| 1976/77                          | San Sebastián CF                 | Tercera División                 | ¿?    | ¿?    | ¿?    | ¿?    | -      | -      | 29    | 1     |
| Total Sanse                      | Total Sanse                      | Total Sanse                      | ¿?    | ¿?    | ¿?    | ¿?    | -      | -      | 29    | 1     |
| 1977/78                          | Real Sociedad                    | Primera División                 | 19    | 0     | ¿?    | ¿?    |        |        |       |       |
| 1978/79                          | Real Sociedad                    | Primera División                 | 29    | 1     | 0     | 0     | -      | -      | 0     | 0     |
| 1979/80                          | Real Sociedad                    | Primera División                 | 32    | 1     | 0     | 0     | 0      | 0      | 0     | 0     |
| 1980/81                          | Real Sociedad                    | Primera División                 | 4     | 1     | 0     | 0     | 0      | 0      | 0     | 0     |
| 1981/82                          | Real Sociedad                    | Primera División                 | 0     | 0     |       |       |        |        |       |       |
| 1982/83                          | Real Sociedad                    | Primera División                 | 7     | 0     |       |       |        |        |       |       |
| 1983/84                          | Real Sociedad                    | Primera División                 | 28    | 0     |       |       | -      | -      |       |       |
| 1984/85                          | Real Sociedad                    | Primera División                 | 23    | 0     |       |       | -      | -      |       |       |
| 1985/86                          | Real Sociedad                    | Primera División                 | 27    | 2     |       |       | -      | -      |       |       |
| 1986/87                          | Real Sociedad                    | Primera División                 | 39    | 3     |       |       | -      | -      |       |       |
| 1987/88                          | Real Sociedad                    | Primera División                 | 38    | 2     |       |       |        |        |       |       |
| 1988/89                          | Real Sociedad                    | Primera División                 | 36    | 1     |       |       |        |        |       |       |
| 1989/90                          | Real Sociedad                    | Primera División                 | 34    | 1     |       |       | -      | -      |       |       |
| 1990/91                          | Real Sociedad                    | Primera División                 | 36    | 0     | 1     | 0     | 4      | 1      | 41    | 1     |
| 1991/92                          | Real Sociedad                    | Primera División                 | 17    | 0     | 5     | 0     | -      | -      | 22    | 0     |
| Total Real Sociedad/1.ª División | Total Real Sociedad/1.ª División | Total Real Sociedad/1.ª División | 369   | 12    |       |       |        |        |       |       |

## Clubes
| Club             | País   | Año       |
| ---------------- | ------ | --------- |
| San Sebastián CF | España | 1976-1977 |
| Real Sociedad    | España | 1977-1992 |

## Títulos

### Campeonatos nacionales
| Título       | Club          | País   | Año  |
| ------------ | ------------- | ------ | ---- |
| Liga         | Real Sociedad | España | 1981 |
| Liga         | Real Sociedad | España | 1982 |
| Supercopa    | Real Sociedad | España | 1982 |
| Copa del Rey | Real Sociedad | España | 1987 |

- Datos: Q3751885